# Font Negra (Berga)
La Font Negra és una obra de Berga protegida com a Bé Cultural d'Interès Local.

## Descripció
L'aprofitament de la font Negra és documentat des d'antic i encara en l'actualitat, el seu abundós cabal és aprofitat per l'abastament d'aigua a la ciutat de Berga. Malgrat tot, algunes èpoques la seva aigua ha estat considerada no potable, la qual cosa ha ocasionat conflictes degut a la gran popularitat que té i a la gran quantitat de gent que, tot i les prohibicions, hi va a buscar aigua habitualment.
La font Negra no es veu des de la carretera; cal agafar un trencant que hi ha a l'esquerra de la carretera que puja cap al santuari de Queralt, uns 300 metres abans d'arribar al trencant que mena als Rasos de Peguera. La font es troba allí, a la mateixa paret que sosté la carretera. És la font més abundosa de totes les de la conca de la riera de Metge. Els paratges que l'envolten estan habilitats amb taules i bancs, per la qual cosa són molt freqüentats; especialment als mesos d'estiu.